# Équipe de Dominique féminine de volley-ball
L'équipe de Dominique de volley-ball féminin est composée des meilleures joueuses dominiquaises sélectionnées par la Fédération dominiquaise de Volleyball (Dominica Volleyball Association, DVA). Elle est actuellement classée au 69e rang de la Fédération Internationale de Volleyball au 15 janvier 2010.

## Sélection actuelle
Sélection pour les qualifications aux Championnats du monde 2010.

Entraîneur : Albert Loblack 

## Palmarès et parcours

### Palmarès
Néant.